# Tellervo orientalis
Tellervo orientalis är en fjärilsart som beskrevs av Semper 1879. Tellervo orientalis ingår i släktet Tellervo och familjen praktfjärilar. Inga underarter finns listade i Catalogue of Life.